# Поппо I (маркграф Истрии)

Маркграфства Карантании

Поппо I (Poppo I. von Weimar-Orlamünde) (ум. 13 июля до 1044) — граф Веймара-Орламюнде, маркграф Истрии с 1012 и Крайны с 1041/1043.
Сын Вильгельма II фон Веймар-Орламюнде.
Женился на Хадамут Истрийской (ум. после 1040), дочери графа Верианда (Веццелина), и его жены Виллибурги фон Эберсберг из рода Зигхардингеров — дочери графа Ульрика (Удальрика) фон Эберсберг. У них был  один сын — Ульрих I (ум. 6 марта 1070).
Верианд получил в 1001 г. от императора Оттона III земли в восточном Фриуле и в Истрии, и часть Веронской марки (под сюзеренитетом герцогов Каринтии). Поппо после женитьбы на его дочери получил часть этих владений и в 1012 году принял титул маркграфа Истрии.
В 1041/1043 умер маркграф Крайны Эберхард - брат Хадамут, и его владения унаследовал Поппо I.